# ドウクツヌマエビ
ドウクツヌマエビ（洞窟沼蝦、学名: Antecaridina lauensis）は、十脚目ヌマエビ科に分類されるエビの一種。インド太平洋熱帯域の島嶼に広く分布し、海岸の「陸封潮溜まり」を生息地とする特異な生態をもつエビである。本種のみでムカシヌマエビ属（ドウクツヌマエビ属） Antecaridina を構成する。

## 特徴
成体は体長15mm程度で、日本産ヌマエビ類としては小型である。額角は短くて鋸歯もない。複眼は小さく退化しているが触角が長い。顎脚と歩脚全てに外肢がある。頭胸甲は丸みを帯び、眼上棘は無いが、眼より外側に触角上棘と前側角棘がある。成体の体色は赤く、黄色の斑模様が出るものもある。ヌマエビ科の中でも最も原始的な形態を残す種類とされている。
生息地は南西諸島の南大東島、宮古島、伊良部島、竹富町黒島、徳之島(鹿児島県天城町)、沖永良部島、
小笠原諸島の西之島(東京都)、ハワイ諸島、フィジー、ソロモン諸島、フィリピンのマクタン島、マダガスカル北西のEuropa Islands、紅海のEntedebir Islandの記録がある。インド太平洋熱帯域の島嶼に広く分布するが、その割りに知られている生息地は少ない。タイプ産地はフィジーのラウ諸島で、学名の種名"lauensis"もここに由来する。
島嶼部の海岸にある洞窟、井戸、岩礁の窪み等の地下水系に生息する。長い触角と退化した眼は暗い環境に適応したものである。またヌマエビ科ではあるが、海水の影響がある小規模な汽水域、いわゆる「陸封潮溜まり」と呼ばれる環境に棲むのが特徴である。これは生息範囲としては制約が大きいが、魚類などの天敵もいない。日本の南西諸島では同様の環境にチカヌマエビ Halocaridinides trigonophthalma、アシナガヌマエビ Caridina rubella 等も見られるが、本種は顎脚と歩脚に外肢がある点で区別できる。
人目に付きにくい環境に生息するうえに利用もされず、生態の詳細は不明である。飼育下で6年以上生存した記録があり、これはヌマエビ科としては長寿だが、その期間中にも抱卵せず、繁殖・発生・生活史等のデータは得られなかった。

### レッドリスト掲載状況
- 絶滅危惧II類 (VU)（環境省レッドリスト）

- 沖縄県レッドリスト絶滅危惧IB類（EN）

他の洞窟性水生生物と同様に、洞窟や井戸の埋め立て、地下水の汲み上げ、農薬等による地下水汚染が脅威となる。日本の既知の生息地も埋め立てられた等の報告があり、絶滅の危険性が高まったとされている。但し分布域が広い上に生息状況が人目に付きにくいため、未知の生息地がある可能性も高い。
日本の環境省が作成した『その他無脊椎動物レッドリスト』2007年版では「絶滅危惧II類（VU）」として掲載されたが、沖縄県レッドリスト2005年版ではそれより1段階上の「絶滅危惧IB類（EN）」として掲載されている。
また、国や自治体の天然記念物指定を受けた生息地もある。特に本種に絞った指定ではないが、指定区域内での無許可の採集は処罰対象となる。